# Friedrich Karl Andreas von Wichert

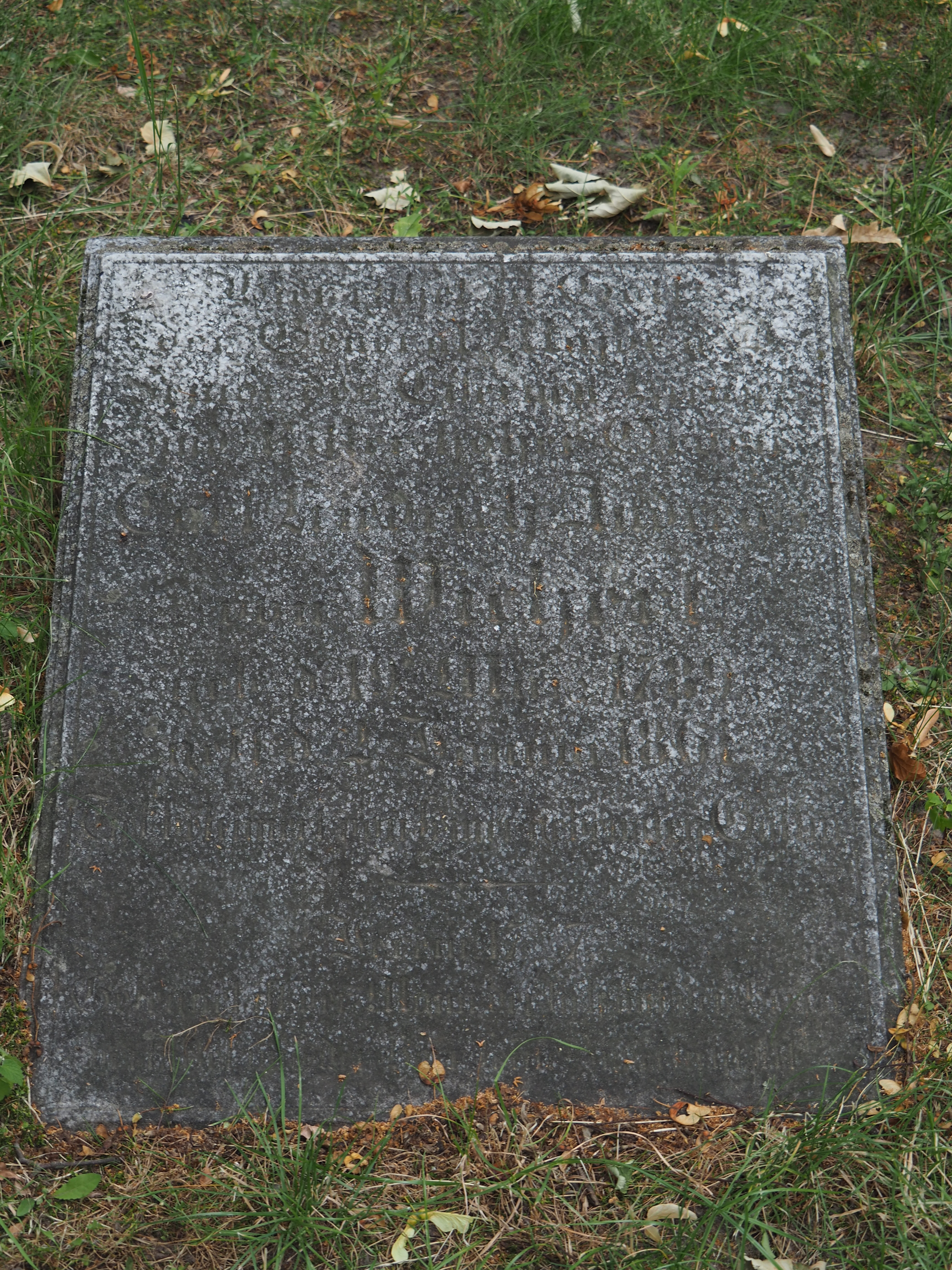
Grabstein

Friedrich Karl Andreas von Wichert (* 19. März 1789 in Heiligenbeil; † 2. Januar 1861 in Marienfelde) war ein preußischer Generalmajor.

## Leben

### Herkunft
Seine Eltern waren der preußische Kapitän August Friedrich von Wichert (1756–1801) und dessen Ehefrau Maria Juliane, geborene Wenicke (* 1770).

### Militärkarriere
Nach dem Tod seines Vaters wurde Wichert am 1. Juni 1802 als Gefreitenkorporal in das Füsilierbataillon Nr. 11 der Preußischen Armee aufgenommen. Im Vierten Koalitionskrieg erwarb er im Gefecht bei Waltersdorf die Verdienstmedaille und nahm an der Verteidigung von Danzig teil. Am 9. Februar 1807 wurde er als Sekondeleutnant in das Füsilierbataillon Nr. 6 versetzt.
Nach dem Frieden von Tilsit war er vom 22. Januar bis zum 27. März 1808 im 2. Ostpreußischen Infanterie-Regiment und anschließend im Regiment Garde zu Fuß. Kurz vor Beginn der Befreiungskriege wurde er am 16. Mai 1813 zum Premierleutnant befördert. Er kämpfte in den Schlachten bei
Großgörschen, Bautzen, Kulm, Leipzig und Paris. Dabei erwarb er sich bei Großgörschen das Eiserne Kreuz II. Klasse und bei Paris das Kreuz I. Klasse. In der Zeit wurde er am 14. April 1814 Stabskapitän sowie am 10. April 1815 Kapitän und Kompaniechef.
Am 9. Oktober 1817 bekam Wichert den französischen Orden pour le mérite militaire und stieg Ende Februar 1818 zum Major auf. Er galt als guter Exerziermeister und wurde am 13. April 1818 nach Posen geschickt. Er musste zusammen mit zwei Trommlern und zwei Pfeifern, den Spielleuten der Infanterie-Regimenter das richtige Schlagen zeigen. Er wurde danach zum Ausbilder der Garde ernannt. Am 1. Januar 1820 wurde er dem 1. Garde-Regiment zu Fuß aggregiert und als Kommandeur in das neuerrichtete Lehr-Infanterie-Bataillon versetzt. Am 16. Oktober 1820 sorgte er dafür, dass Unteroffiziere, Spielleute und Gemeine des Bataillons bleibende Abzeichen erhielten und diese auch später bei ihren Regimentern tragen sollten. Das Abzeichen bestand in einer Schnur von der Farbe der Regimentsnummer und wurde auf den Achselklappen getragen. Das Abzeichen blieb bis zu Auflösung der Armee 1918/19 erhalten. Dazu bekam er am 9. Dezember 1820 eine Prämie von 100 Friedrichsdor. Im Jahr 1825 erkrankte er schwer und musste abgelöst werden. Nach einem längeren Urlaub erholte er sich wieder und kam zurück zur Armee.
Am 30. März 1826 wurde er als 2. Kommandant nach Glogau versetzt. Er bewährte sich dort als es zu Überschwemmungen in Schlesien kam, am 18. Januar 1830 erhielt er dafür den Roten Adlerorden III. Klasse. Am 30. März 1837 wurde er zum Oberstleutnant und am 30. März 1839 zum Oberst befördert. Am 30. Dezember 1841 bekam er seinen Abschied mit dem Charakter als Generalmajor. Er erhielt die gesetzliche Pension und dazu eine einmalige Prämie von 500 Talern. Am 2. Januar 1861 starb er in Berlin-Marienfelde. Er wurde auf dem Friedhof der Dorfkirche Marienfelde (Berlin-Tempelhof) beigesetzt.

### Familie
Wichert heiratete am 27. Mai 1815 in Potsdam Henriette Karoline Schulze (1784–1862), die Tochter des kurmärkischen Kriegsrates Gottfried Schulze.